# کالج استفنز
کالج استفنز یک کالج خصوصی زنان در کلمبیا، میسوری است. این دومین مؤسسه آموزشی زنان است که هنوز یک کالج زنانه در ایالات متحده دارد.

## تاریخچه
این آکادمی در ۲۴ اوت ۱۸۳۳ به عنوان آکادمی زنان کلمبیا تأسیس شد. در سال ۱۸۵۶، دیوید اچ. هیکمن به تدوین منشور کالج تحت نام آکادمی باپتیست زن کلمبیا کمک کرد. در اواخر قرن نوزدهم پس از اینکه جیمز ال استفنز ۲۰۰۰۰ دلار به کالج اعطا کرد، این کالج به کالج زنانه استفنز تغییر نام داد. از سال ۱۹۳۷ تا ۱۹۴۳، دپارتمان نمایش آن زیر نظر ماد آدامز، اولین پیتر پن آمریکایی جیمز ام اداره شد. Warehouse Theater محل اجرای اصلی کالج است. این پردیس شامل یک منطقه تاریخی ملی است: منطقه تاریخی پردیس جنوبی کالج استفنز. این دانشگاه ۵۹۳ دانش آموز را در پاییز ۲۰۲۱ ثبت نام کرد.